# 라퀸타사우라

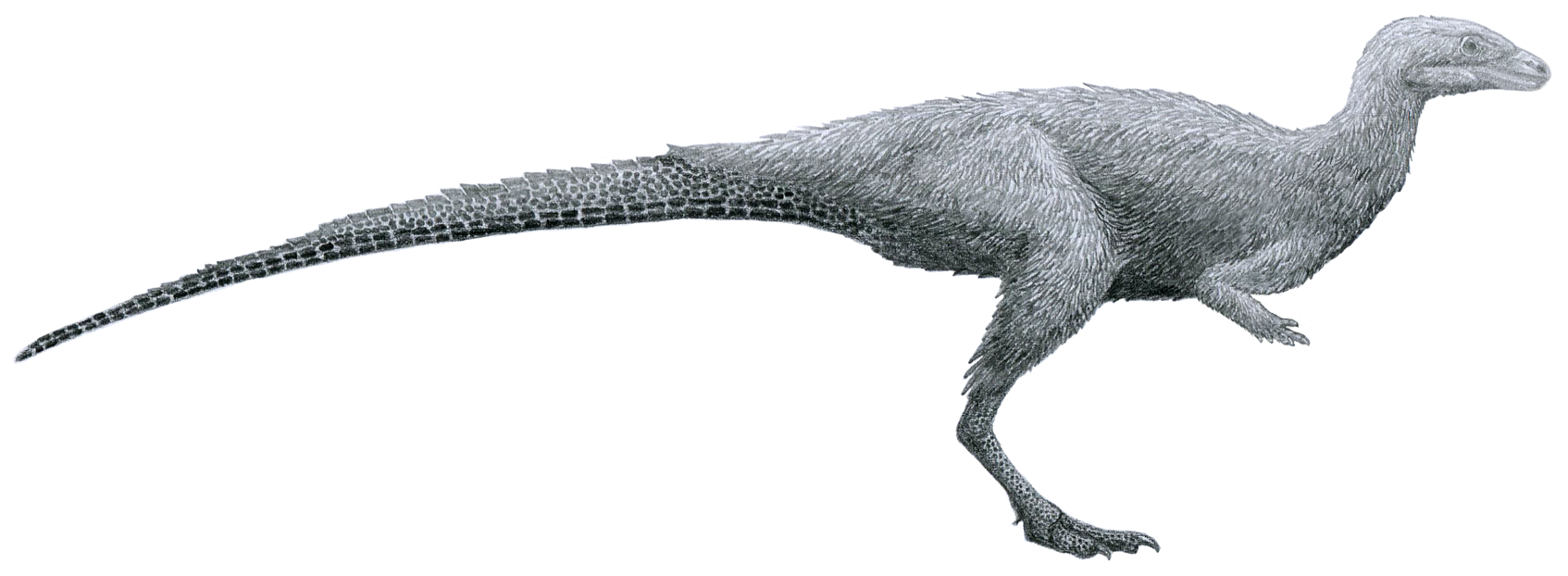

라퀸타사우라(Laquintasaura)는 기준종인 라퀸타사우라 베네주엘라(Laquintasaura venezuelae)만을 포함하는 베네수엘라의 조반목 공룡의 속이다. 이 종은 베네수엘라에서 확인된 최초의 공룡이었다. 주로 마르셀로 R 산체스-빌라그라(Marcelo R Sánchez-Villagra)가 이끄는 여러 탐험 과정에서 표본 블록을 위해 샘플링된 단일 뼈층 지역의 광범위한 유적에서 알려져 있다. 작은 동물인 이 동물은 독특한 치아 해부학적 구조와 화석 기록에서 가장 오래되고 원시적인 조반류 중 하나로 알려져 있다. 분류학적 불확실성으로 인해 이것이 조반목의 기반이거나 장순아목 하위 그룹의 기반이라는 상충되는 가설이 발생했다. 두 모델 모두 약 2억년 전 쥐라기 시작 시점, 적도 위도에서의 존재, 원시적 자연으로 인해 초기 조반류 진화에 대한 핵심 통찰력을 제공한다. 라퀸타사우라는 계절에 따라 충적 평야에 살며 동시대의 타키랍토르(Tachiraptor)의 먹이가 되면서 집단으로 살았고 잡식성 식단을 가졌을 것으로 생각된다.